# Andy White
Andy White (Glasgow, 27 luglio 1930 – Caldwell, 9 novembre 2015) è stato un batterista britannico.

## Biografia
Figlio di un panettiere, iniziò dodicenne a suonare le percussioni in una banda scozzese di cornamuse, diventando musicista professionista a diciassette anni e indirizzandosi dapprima verso il jazz e lo swing. Nel 1960 si dedicò al rock and roll incidendo assieme a Billy Fury quello che è ritenuto uno dei primi grandi album britannici di rock and roll .
In quel periodo, White apparteneva all'Associazioni Musicisti a cui aderivano anche Jimmy Nicol e Bobbie Graham e di cui il manager della EMI George Martin si serviva quando aveva bisogno di sessionmen. Una di queste occasioni si presentò l'11 settembre 1962, quando il batterista, allora membro dell'orchestra di Vic Lewis, fu convocato agli studi di Abbey Road per sostituire Ringo Starr nella registrazione di Love Me Do e P.S I Love You, le primissime incisioni dei Beatles.
Sposato con Lynn Cornell, una ex cantante delle Vernons Girls, fece poi parte dell'orchestra radiofonica della BBC di Glasgow, prima di spostarsi negli Stati Uniti, dove ebbe modo di accompagnare artisti molto famosi come Chuck Berry, Shirley Bassey, Louis Armstrong e Marlene Dietrich. Nei primi anni novanta si stabilì a New York e lì si unì alla banda della polizia della città, lavorando contemporaneamente in qualità di bibliotecario.